# EuronAid
EuronAid mit Sitz zuletzt in Den Haag, Niederlande war von 1980 bis 2008 ein Zusammenschluss von europäischen  Nichtregierungsorganisationen zur gemeinsamen Bekämpfung des Hungers.
Die Organisation wurde von acht NGOs gegründet.
Während große internationale NGOs Nahrungsmittelhilfe alleine bewältigen können und kleinere sich anderer Organisationen bedienen müssen, war EuronAid ein Zusammenschluss solcher kleinerer Hilfsorganisationen, um gemeinsam selbst Nahrungsmittelhilfe leisten zu können. Bis 1995 leistete es mit mehr als 20 Prozent der weltweiten Gesamthilfen den größten Einzelanteil an NGO-Nahrungsmittelhilfen.
1995 war die Organisation weitgehend autonom von seinen Mitgliedern. Es kaufte und verteilte Nahrungsmittel auch im Auftrag der EU.
2004 legte die Organisation dem Welternährungsprogramm der Vereinten Nationen (WFP) eine Pilotstudie am Beispiel des Sudans vor, die aufzeigte, dass Nahrungsmittelhilfen („Local and regional procurement“; LRP) bis dahin kaum langfristige Wirkung entfachten und die beim WFP bewirkte, dass dieses die Nahrungsmittelhilfen wissenschaftliche gründlich untersuchte.
Mitglieder waren zuletzt beispielsweise Action Contre la Faim, ADRA, CARE Deutschland, Caritas, Diakonie Katastrophenhilfe, HELP – Hilfe zur Selbsthilfe, Hilfswerk Österreich, der Lutherische Weltbund, Oxfam, Plan International, Save the Children, die Deutsche Welthungerhilfe und World Vision Deutschland,

## Publikationen
- EuronAid seminar on food aid EuronAid (Den Haag / Brussel) 1984
- Jan Simmers: EuronAid. Vereniging van Europese Particuliere Organisaties voor Voedselen Noodhulp, 1985
- Food aid in war affected areas: report and recommendations EuronAid 1991
- Statutes EuronAid 1993
- EuronAid NGO guidelines: food security and food aid programme of the European Commission EuronAid, 1999
- The united approach of EuronAid EuronAid, 1999
- DJ Walker; RA Boxall: Contributions to Rural Development by Local and Regional Procurement of Food Aid Den Hag: EuronAid 2004